# شهرك زهرا (مقاطعة فسا)
شهرك زهرا (بالإنجليزية: Kargah-e Mahal Ahdas Shahrak ol Zahra)‏ هي human-geographic territorial entity تقع في فارس في إيران. يقدر عدد سكانها بـ 162 نسمة .